# راجر بنیستر
راجر گیلبرت بنیستر (به انگلیسی: Roger Gilbert Bannister) (زادهٔ ۲۳ مارس ۱۹۲۹ در هرو، لندن – ۳ مارس ۲۰۱۸، آکسفورد) قهرمان دو و پزشک بریتانیایی بود. وی نخستین شخصی بود که یک مایل را زیرِ ۴ دقیقه دوید.
راجر بنیستر، درحالی‌که دانشجوی رشتهٔ پزشکی دانشگاه آکسفورد بود، در المپیک ۱۹۵۲ هلسینکی در رشتهٔ ۱۵۰۰ متر شرکت کرد، ولی با وجود ثبت یک رکورد جدید برای بریتانیا در یک رقابت بسیار نزدیک، که در آن هفت نفر اول بهتر از رکورد المپیک دویدند، به مقام چهارم رسید.
بنیستر پس از این ناکامی تصمیم گرفت تا رکورد زیر ۴ دقیقه را برای دو یک مایل به جا بگذارد. از سال ۱۹۴۵ تا آن زمان رکورد ۴:۰۱٫۴ دقیقهٔ گوندر هاگ سوئدی پابرجا باقی مانده‌بود و دویدن این مسافت در زمانی کمتر از ۴ دقیقه جذابیت زیادی برای بسیاری از دوندگان پیدا کرده‌بود. بنیستر در سال ۱۹۵۴ در رقابتی در آکسفورد موفق شد با کمک کریس چاتاوی و کریس براشر، که «آهوی مسابقه» شده‌بودند، رکورد ۳:۵۹٫۴ ثانیه را برای این مسابقه ثبت کند. امروزه رکورد دو یک مایل ۳:۴۳٫۱۳ دقیقه است که هشام الگروج در سال ۱۹۹۹ آن را به ثبت رسانده‌است و رکوردهای زیر ۴ دقیقه برای دوندگان نیمه استقامتیِ سطح اول دنیا ضروری است؛ اما راجر بنیستر با تمرینات بسیار کمی در مقایسه با استانداردهای امروز، به این رکورد رسیده‌بود.
رکورد بنیستر تنها ۴۶ روز دوام آورد و جان لندی استرالیایی، که او نیز همزمان با بنیستر برای شکستن مانع چهار دقیقه تلاش می‌کرد، رکورد ۳:۵۷٫۹ دقیقه را ثبت کرد. دو ماه بعد، جان لندی و راجر بنیستر در بازی‌های کشورهای مشترک‌المنافع در ونکوور یک رقابت تاریخی را برگزار کردند. در فینال دو یک مایل این مسابقات، که به «مایل جادویی» معروف است، لندی در بیشترِ طول مسابقه پیشتاز بود و در دور سوم نزدیک به ۱۰ متر از بنیستر پیش افتاده‌بود، اما بنیستر در آخرین قوس از او پیشی گرفت و با زمان ۳:۵۸ دقیقه برندهٔ مسابقه شد. لحظهٔ تعیین‌کنندهٔ «مایل جادویی» زمانی بود که لندی برای مشاهدهٔ فاصلهٔ خود با بنیستر، سرش را به سمت چپ برگرداند، و درست در همان زمان بود که بنیستر با تمام توان خود از سمت راست او سبقت گرفت.
بنیستر در همان سال برای مسابقات قهرمانی دو و میدانی اروپا به برن سوئیس رفته و با زمان ۳:۴۳٫۸ دقیقه برندهٔ مدال طلای ۱۵۰۰ متر شد. وی پس از آن، ورزش را کنار گذاشت و بر روی کار خود به‌عنوان دانشجوی پزشکی متمرکز شد و در رشتهٔ عصب‌شناسی (نورولوژی) متخصص شد. بنیستر استاد دانشگاه آکسفورد بود و در سال ۱۹۹۳ بازنشسته شد.